# パイオニアレッドウィングス
パイオニアレッドウィングスは、かつて山形県天童市を本拠地としていた東北パイオニアの女子バレーボールチームである。2014年9月30日をもって廃部となった。

## 概要
チーム所在地は天童市にある東北パイオニア天童本社であり、社内に練習用の体育館がある。天童市をホームタウンとし、パイオニアの事業所がある埼玉県川越市をサブホームタウンとして活動していた。
チームカラーは企業カラーと同じ「赤」。チーム名は、「レッド」はチームカラーと山形特産のさくらんぼの色、「ウィングス」はチームの飛翔を期したのと山形新幹線の「つばさ」から来ている。
ホームゲームは、主に山形県総合運動公園総合体育館で開催されていたが、山形県内の他の体育館で開催されることもあり、サブホームタウンの埼玉県内の体育館で開催されることもあった。
ファンクラブが運営されていた。

## 歴史

### バレーボール部誕生からVリーグ昇格まで
1979年、福利厚生の一環として東北パイオニアバレーボール部が設立される。
1985年より、地域リーグへ参加する。1992年、地元・山形県で開催された『べにばな国体』で3位入賞を果たし、それを機に、チームを更に向上させようと本格的にチーム強化に乗り出す。1993年、東部地域リーグで優勝してファイナルリーグに進出。以降、ファイナルリーグに顔を出すようになる。そして、1996年ファイナルリーグで優勝し、地域リーグ優勝。実業団リーグ（後のV1リーグ、現・チャレンジリーグ）に昇格。
実業団リーグにて、1997年は7位、1998年は5位の成績を残す。実業団リーグから呼称変更された第1回V1リーグ（1998/99シーズン）では準優勝を果たす。しかし、入れ替え戦で東芝シーガルズ（現・岡山シーガルズ）、JTマーヴェラスに連敗し、Vリーグ（現・プレミアリーグ）昇格はならず。1999年に、本格的にVリーグ昇格を目指すため、椿本真恵、斎藤真由美、内田役子、小泉栄子を補強。そして、1999-2000年第2回V1リーグで全勝優勝を果たす。そして、入れ替え戦で日立佐和リヴァーレに2連勝し、Vリーグ昇格を果たした。

### Vリーグ（V・プレミアリーグ）
Vリーグ昇格に伴い、チーム名を東北パイオニアから、公募によりパイオニアレッドウィングスに変更。パイオニア本社からの支援も受けてチーム強化に乗り出す。

#### アリー・セリンジャー監督時代
2000年は、更なる強化を目指して、椿本、斎藤がダイエー時代に監督を務めていたアリー・セリンジャーを監督に招聘。2001年に多治見麻子、佐々木みき、ダニエル・スコットが加入。チームの大型化を図った。第8回Vリーグ（2001/02シーズン）では3位に入る。2002年には吉原知子が加入し、更に戦力強化を進めた。
2003年、第52回黒鷲旗全日本選手権大会で優勝を果たし、初タイトルを獲得する。そして、2003-04年第10回Vリーグでは、レギュラーラウンドを首位通過、セミファイナルラウンドも3戦全勝で2戦方式の決勝に進出、レギュラーラウンドで2戦2敗と苦戦を強いられた東レアローズ戦に挑むこととなった。初戦ではフルセットの接戦で競り負け、第2試合も第1セットを24-26で落として後がなくなる。しかし、そこから第2セット以降の3セットを連取し勝利。チーム創部25年目にして悲願の初優勝を果たす。
第11回Vリーグ（2004/05シーズン）では、シーズン中に栗原恵がNECレッドロケッツより移籍加入し、注目を集めた（結果的に、移籍規定により出場はできなかった）。前回リーグ同様、レギュラーラウンド首位でセミファイナルラウンド進出を果たし、セミファイナルラウンドも通過して2勝先取方式の決勝進出を果たす。しかし、決勝では1勝2敗でNECに敗れ、連覇を逃す。
2005年、第54回黒鷲旗大会では、移籍加入した栗原がデビュー。注目を浴びる中で2度目の優勝を果たす。第12回Vリーグでもレギュラーラウンドで首位通過を果たし、これで3大会連続でレギュラーラウンド首位通過となる。ページシステムのファイナルラウンドで、初戦でレギュラーラウンド2位の久光製薬スプリングスに敗れるも、3位決定戦で武富士バンブーに勝ち、2勝先取方式の決勝進出。決勝で久光製薬に2勝1敗、2度目の優勝を果たす。当シーズン終了後、4年間チームを支えてきた吉原が現役引退した。

#### 吉田敏明監督時代
2006年にアリー・セリンジャー監督が退任し、自身の下でコーチを務めていた経験もある吉田敏明に後任を託す。2006/07V・プレミアリーグ（Vリーグから呼称変更）では、リーグ開幕直前にユデルキス・バウティスタが故障するハプニングに見舞われる。代替要員として加わる事となったエリザベス・バックマンの合流も遅れ、序盤からつまずく。レギュラーラウンド4位に入り、何とかセミファイナルラウンドに進出するも、1勝2敗で決勝進出はならず、3位でシーズンを終える。2007/08プレミアリーグは、レギュラーラウンド最終戦で白星のなかった日立佐和に勝てばセミファイナルラウンド進出となる立場だったが、フルセットの末敗戦。それによって5大会ぶりにセミファイナルラウンド進出を逃す。
2008/09プレミアリーグでは、シーズン中に企業の業績不振の影響で存続を検討する見解が出された。しかし、チーム存続の署名活動も行われ、ホームゲームの盛り上がりも良好だったため、地域に密着していると判断されて、存続の見解が示された。リーグでの成績は、調子がなかなか上がらずに負けが先行する。チーム存続の見解が示された時は調子を上げたものの、セミファイナルラウンド進出には届かず6位で終えた。2009年6月、吉田監督が3年契約満了となり、契約を更新されず退任となる。そして、主将の庄司夕起、内田役子をはじめとする6選手も退団。チームの大幅なモデルチェンジが余儀なくされる。なお、退団した6選手のうち、庄司ら4選手は、吉田監督が入団した上尾メディックスに入団した。

#### 佐藤浩明監督時代
2009年7月、新監督として佐藤浩明コーチが昇格。元日本代表のベテラン成田郁久美、板橋恵を補強するも、外国人不在のまま、少人数体制で2009/10プレミアリーグに臨む。層の薄さなどの影響で低迷を続け、終盤では11連敗。レギュラーラウンド28試合でわずか3勝しか挙げられず最下位となり、V・チャレンジマッチに臨むこととなる。2試合方式の初戦でV・チャレンジリーグ覇者の日立佐和にフルセットで敗れるが、第2試合でセットカウント3-1で勝利。セット率の差で、逆転残留を果たす。

#### 宮下直樹監督時代
2010年6月1日に宮下直樹が新監督に就任し、佐藤浩明は再びコーチに就任。栗原が主将に就任し、ベテランの佐々木、成田が副主将に就任した。サマーリーグと千葉国体に若手主体で臨み、それぞれ準優勝、3位に入って若手育成の成果を出す。その流れで2010/11プレミアリーグに臨み、序盤戦は勢いに乗れず7位に低迷するも、中盤戦でフルセットのジュースまでもつれた試合で3勝するなど6位との差を縮める。しかし、終盤になると逆にフルセットで3連敗を喫し7位が決定する。入れ替え戦出場確定となったが、東日本大震災の影響でVリーグが途中で終了し、入れ替え戦も中止となったため、そのまま残留となった。2011年3月、東日本大震災の影響により、当面の活動を一時休止した。活動再開後は、山形県内避難者を対象にした大震災支援活動を行い、仙台市、気仙沼市への激励や支援活動も行なった。
同年6月、チーム態勢の見直しを行い、佐々木や栗原主将をはじめとする戦力外選手や退団希望選手7名がチームを去ることになった。2011年6月に新体制が発表され、一挙に若返ってメンバーも一新した2011/12プレミアリーグでは、序盤こそ苦戦したが、中盤以降はフルセットで3連勝するなど健闘し、入れ替え戦回避の6位でシーズンを締めくくった。なお、同シーズンで森谷史佳が新人賞に輝いた。しかし、2012/13V・プレミアリーグでは、開幕から5試合連続のフルセット負けを喫する。結局開幕10連敗と苦しいシーズンとなり、5勝23敗の最下位でV・チャレンジマッチ出場となる。V・チャレンジマッチで上尾メディックスに連勝し残留を果たした。5月の黒鷲旗が終わった後、健康上の理由により宮下監督の退任が発表された。後任は戸澤勉コーチが昇任。また、宮下監督就任以来3年間チームを支えてきたシャイーヌ・スタエレンスが現役を引退した。

#### 戸澤勉監督時代
2013年6月に宮下監督の後を継いで戸澤コーチが監督昇格。7月のV・サマーリーグでは1次リーグ敗退となるも、10月の第68回国民体育大会で、決勝で佐賀県代表の久光製薬を破り12年ぶり2回目の優勝を果たした。10月には、スタエレンスに代わる新外国人選手として、アレクサンドラ・ツルンチェヴィッチが入団した。しかし、2013/14V・プレミアリーグでは3勝しか出来ず最下位となり、2014年4月、Vチャレンジマッチ（入替戦）に出場。デンソーに連敗し、チャレンジリーグ降格が濃厚となった。

### 廃部
同年5月19日より、地元新聞などで東北パイオニアがレッドウィングスの廃部を検討していることが報道された。22日の理事会をもってチャレンジリーグ降格が正式に決定。そして、23日、チャレンジリーグに参戦せずに9月末日をもって廃部すると発表した。

## 成績

### 主な成績
プレミアリーグ（日本リーグ／Vリーグ）
優勝 2回（2003年度、2005年度）
準優勝 1回（2004年度）
黒鷲旗全日本選手権
優勝 2回（2003年、2005年）
天皇杯・皇后杯全日本バレーボール選手権大会
準優勝 1回（2008年度）
国民体育大会成年女子（6人制）
優勝 2回（2001年、2013年）
準優勝 （2003年）

### 年度別成績
| 大会名            | 大会名            | 順位   | 参加チーム数 | 試合数 | 勝 | 敗 | 勝率  |
| ----------------- | ----------------- | ------ | ------------ | ------ | -- | -- | ----- |
| 実業団リーグ      | 第28回 (1996/97)  | 7位    | 8チーム      | 14     | 3  | 11 | 0.214 |
| 実業団リーグ      | 第29回 (1997/98)  | 5位    | 8チーム      | 14     | 5  | 9  | 0.357 |
| V1リーグ          | 第1回 (1998/99)   | 準優勝 | 8チーム      | 14     | 9  | 5  | 0.643 |
| V1リーグ          | 第2回 (1999/2000) | 優勝   | 8チーム      | 14     | 14 | 0  | 1.000 |
| Vリーグ           | 第7回 (2000/01)   | 7位    | 10チーム     | 18     | 8  | 10 | 0.444 |
| Vリーグ           | 第8回 (2001/02)   | 3位    | 9チーム      | 16     | 11 | 5  | 0.688 |
| Vリーグ           | 第9回 (2002/03)   | 5位    | 8チーム      | 21     | 11 | 10 | 0.524 |
| Vリーグ           | 第10回 (2003/04)  | 優勝   | 10チーム     | 18     | 14 | 4  | 0.778 |
| Vリーグ           | 第11回 (2004/05)  | 準優勝 | 10チーム     | 27     | 22 | 5  | 0.815 |
| Vリーグ           | 第12回 (2005/06)  | 優勝   | 10チーム     | 27     | 21 | 6  | 0.778 |
| V・プレミアリーグ | 2006/07シーズン   | 3位    | 10チーム     | 27     | 18 | 9  | 0.667 |
| V・プレミアリーグ | 2007/08シーズン   | 5位    | 10チーム     | 27     | 14 | 13 | 0.519 |
| V・プレミアリーグ | 2008/09シーズン   | 6位    | 10チーム     | 27     | 13 | 14 | 0.481 |
| V・プレミアリーグ | 2009/10シーズン   | 8位    | 8チーム      | 28     | 3  | 25 | 0.107 |
| V・プレミアリーグ | 2010/11シーズン   | 7位    | 8チーム      | 26     | 9  | 17 | 0.346 |
| V・プレミアリーグ | 2011/12シーズン   | 6位    | 8チーム      | 21     | 7  | 14 | 0.333 |
| V・プレミアリーグ | 2012/13シーズン   | 8位    | 8チーム      | 28     | 5  | 23 | 0.179 |
| V・プレミアリーグ | 2013/14シーズン   | 8位    | 8チーム      | 28     | 3  | 25 | 0.107 |

## 選手・スタッフ

### 選手
2014年5月23日版（廃部発表日）
| 背番号 | 名前                               | シャツネーム | 国籍     | P  | 備考                          | 進路・移籍先             |
| ------ | ---------------------------------- | ------------ | -------- | -- | ----------------------------- | ------------------------ |
| 1      | アレクサンドラ・ツルンチェヴィッチ | ALEKSANDRA   | セルビア | WS |                               |                          |
| 2      | 香野晶子                           | KOUNO        | 日本     | MB |                               | 岡山シーガルズ           |
| 3      | 横田千里                           | YOKOTA       | 日本     | S  |                               | JTマーヴェラス           |
| 5      | 服部晃佳                           | AKIKA        | 日本     | WS |                               | 引退                     |
| 6      | 林蓉子                             | HAYASHI      | 日本     | L  | コーチ兼選手                  | 引退                     |
| 8      | 今野加奈子                         | KONNO        | 日本     | WS |                               | 岡山シーガルズ           |
| 9      | 三橋聡恵                           | MITSUHASHI   | 日本     | WS |                               | PFUブルーキャッツ        |
| 10     | 浅津ゆうこ                         | ASAZU        | 日本     | WS | コートキャプテン 副キャプテン | 岡山シーガルズ           |
| 11     | 新井祐喜子                         | ARAI         | 日本     | L  |                               | PFUブルーキャッツ        |
| 12     | 服部梨花                           | HATTORI      | 日本     | MB |                               | 引退                     |
| 13     | 田村翔子                           | TAMURA       | 日本     | WS |                               | 引退                     |
| 14     | 愛宕諒子                           | ATAGO        | 日本     | WS |                               | 日立リヴァーレ           |
| 15     | 森谷史佳                           | MORIYA       | 日本     | MB |                               | 久光製薬スプリングス     |
| 16     | 持丸結美子                         | MOCHIMARU    | 日本     | WS |                               | 引退                     |
| 17     | 渡邉和香里                         | WATANABE     | 日本     | S  |                               | 仙台ベルフィーユ         |
| 18     | 佐藤円                             | TSUBURA      | 日本     | L  |                               |                          |
| 19     | 芦野真未                           | MAMI         | 日本     | WS |                               | 仙台ベルフィーユ         |
| 20     | 吉田真未                           | YOSHIDA      | 日本     | L  | 主将                          | 引退                     |
| 21     | 倉見夏乃                           | KURAMI       | 日本     | MB |                               | KUROBEアクアフェアリーズ |
| 22     | 荒木夕貴                           | ARAKI        | 日本     | WS |                               | 上尾メディックス         |
| 24     | 冨永こよみ                         | TOMINAGA     | 日本     | S  | 副キャプテン                  | 上尾メディックス         |

### スタッフ
2013年11月版
| 役職               | 名前       | 国籍 |
| ------------------ | ---------- | ---- |
| 部長               | 島津光男   | 日本 |
| 事務局長           | 武田淳     | 日本 |
| 監督               | 戸澤勉     | 日本 |
| コーチ             | 舟越悠二   | 日本 |
| コーチ             | 中村祐介   | 日本 |
| コーチ兼選手       | 林蓉子     | 日本 |
| トレーナー         | 渡辺裕之   | 日本 |
| 栄養トレーナー     | 山口喜代美 | 日本 |
| 調理士             | 松原梨香   | 日本 |
| マネージャー兼広報 | 西尾博樹   | 日本 |
| 医師               | 結城正明   | 日本 |
| アナリスト         | 安田弘美   | 日本 |
| 広報兼事務局       | 安藤絵美   | 日本 |
| 通訳               | 阿南ゆり子 | 日本 |

## 在籍していた主な選手
| - 大谷佐知子 - 椿本真恵 - 吉原知子 - 斎藤真由美 - 鈴木玲子 - 吉田実代 - 小泉栄子 - 島崎みゆき - 江口理代 - 西堀育実 - 庄司夕起 - 南早希 - 内田役子 - 細川麻美 - 小濱ゆみ - 滝沢ななえ - 畦田若菜 - 佐々木みき | - 杉本早希 - 板橋恵 - 多治見麻子 - 成田郁久美 - 栗原恵 - 高橋美帆 - 芦野李沙 - 沼田さくら - 古屋美紀 - フランシーヌ・フールマン - セナ・ウーシッチ - ヌリス・アリアス - コシリ・ロドリゲス - ユデルキス・バウティスタ - ダニエル・スコット - エリザベス・バックマン - タイーバ・ハニーフ - スタエレンス・シャイーヌ |

## スポンサー
- 日新製薬
- ヤガイ